# Сен-Базиль-де-ла-Рош
Сен-Бази́ль-де-ла-Рош (фр. Saint-Bazile-de-la-Roche, окс. Sent Bausilha de la Ròcha) — коммуна во Франции, находится в регионе Новая Аквитания. Департамент — Коррез. Входит в состав кантона Ла-Рош-Канийак. Округ коммуны — Тюль.
Код INSEE коммуны — 19183.
Коммуна расположена приблизительно в 420 км к югу от Парижа, в 95 км юго-восточнее Лиможа, в 20 км к юго-востоку от Тюля.

## Население
| Год  | Численность | Численность |
| ---- | ----------- | ----------- |
| 1968 | 182         | [ 3 ]       |
| 1975 | 196         | [ 3 ]       |
| 1982 | 177         | [ 3 ]       |
| 1990 | 175         | [ 3 ]       |
| 1999 | 151         | [ 3 ]       |
| 2006 | 162         | [ 3 ]       |
| 2011 | 137         | [ 3 ]       |
| 2013 | 125         |             |
| 2015 | 123         | [ 4 ]       |
| 2017 | 142         | [ 5 ]       |
| 2018 | 139         | [ 1 ]       |

## Экономика

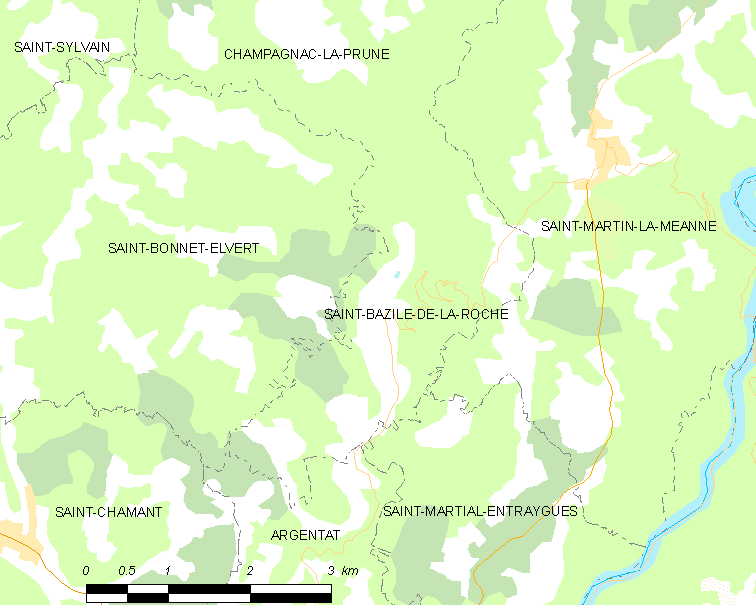
Карта коммуны

В 2007 году среди 93 человек в трудоспособном возрасте (15-64 лет) 68 были экономически активными, 25 — неактивными (показатель активности — 73,1 %, в 1999 году было 59,3 %). Из 68 активных работали 65 человек (32 мужчины и 33 женщины), безработных было 3 (0 мужчин и 3 женщины). Среди 25 неактивных 5 человек были учениками или студентами, 12 — пенсионерами, 8 были неактивными по другим причинам.

## Администрация
| Период | Период | Фамилия       | Партия | Примечания |
| ------ | ------ | ------------- | ------ | ---------- |
| 2001   | 2008   | Фернан Шассен |        |            |
| 2008   |        | Элоик Модар   |        |            |